# Pfarrkirche Gobelsburg

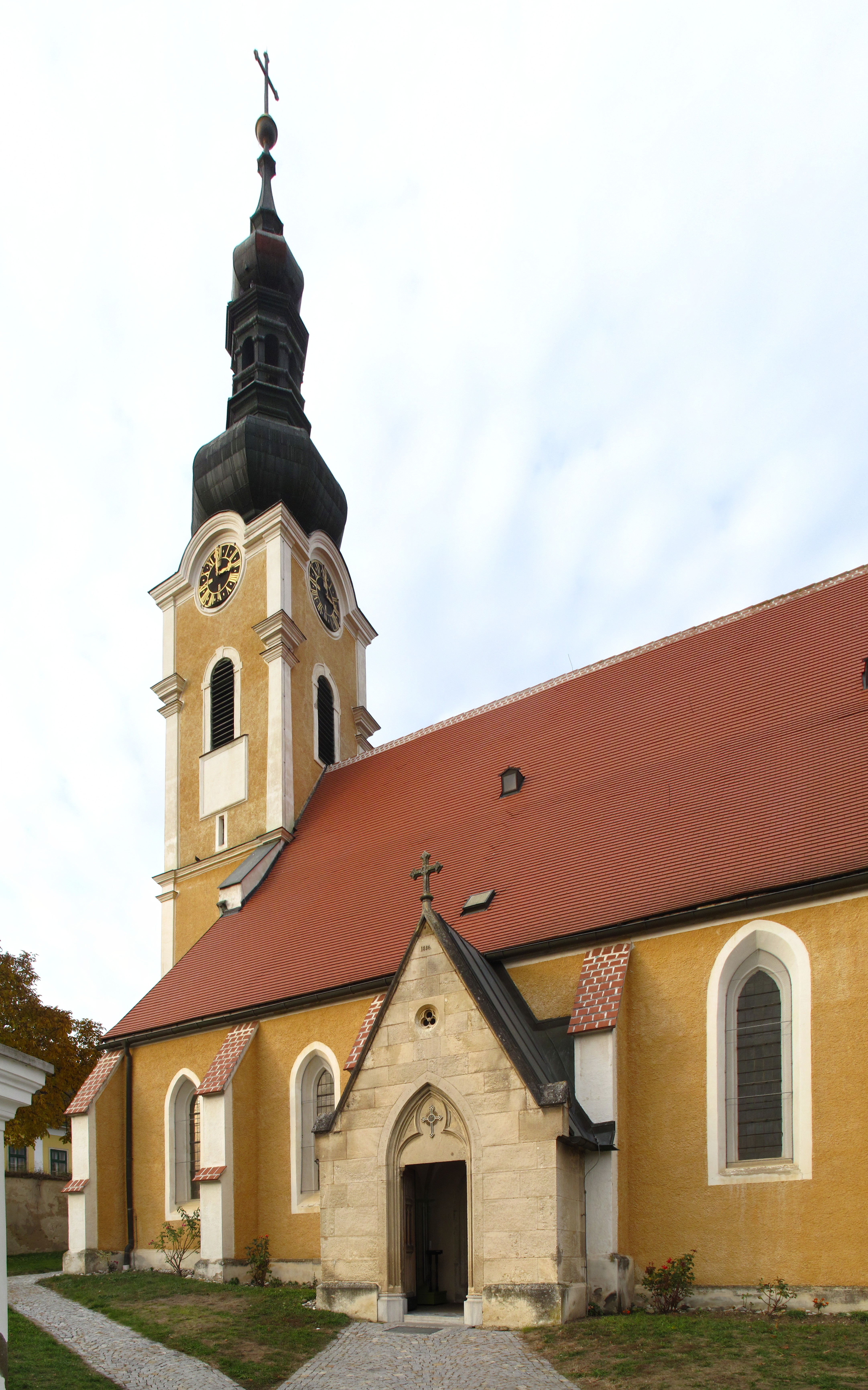
Katholische Pfarrkirche Mariä Geburt in Gobelsburg in Langenlois

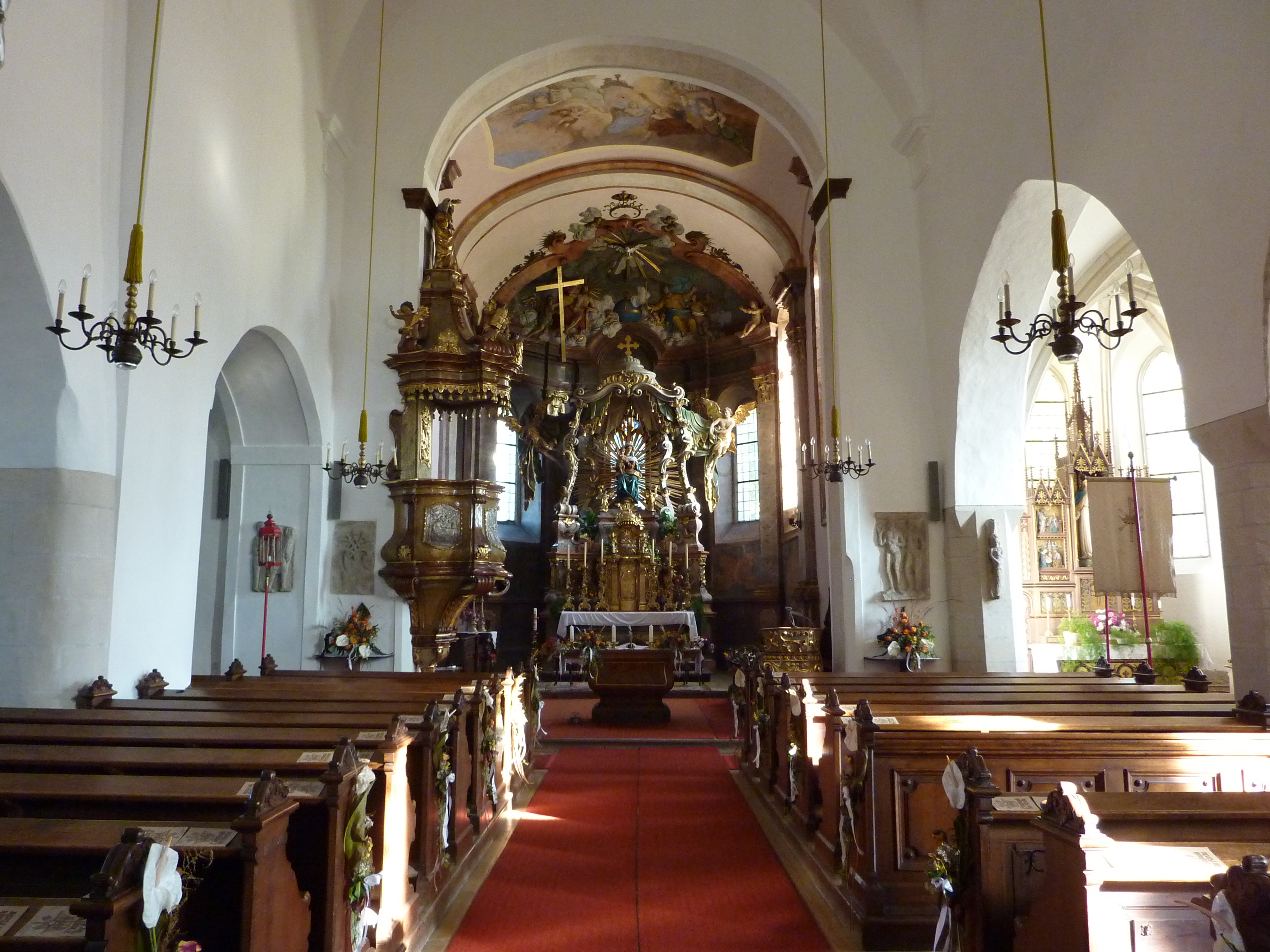
Im Mittelschiff zum Hauptchor

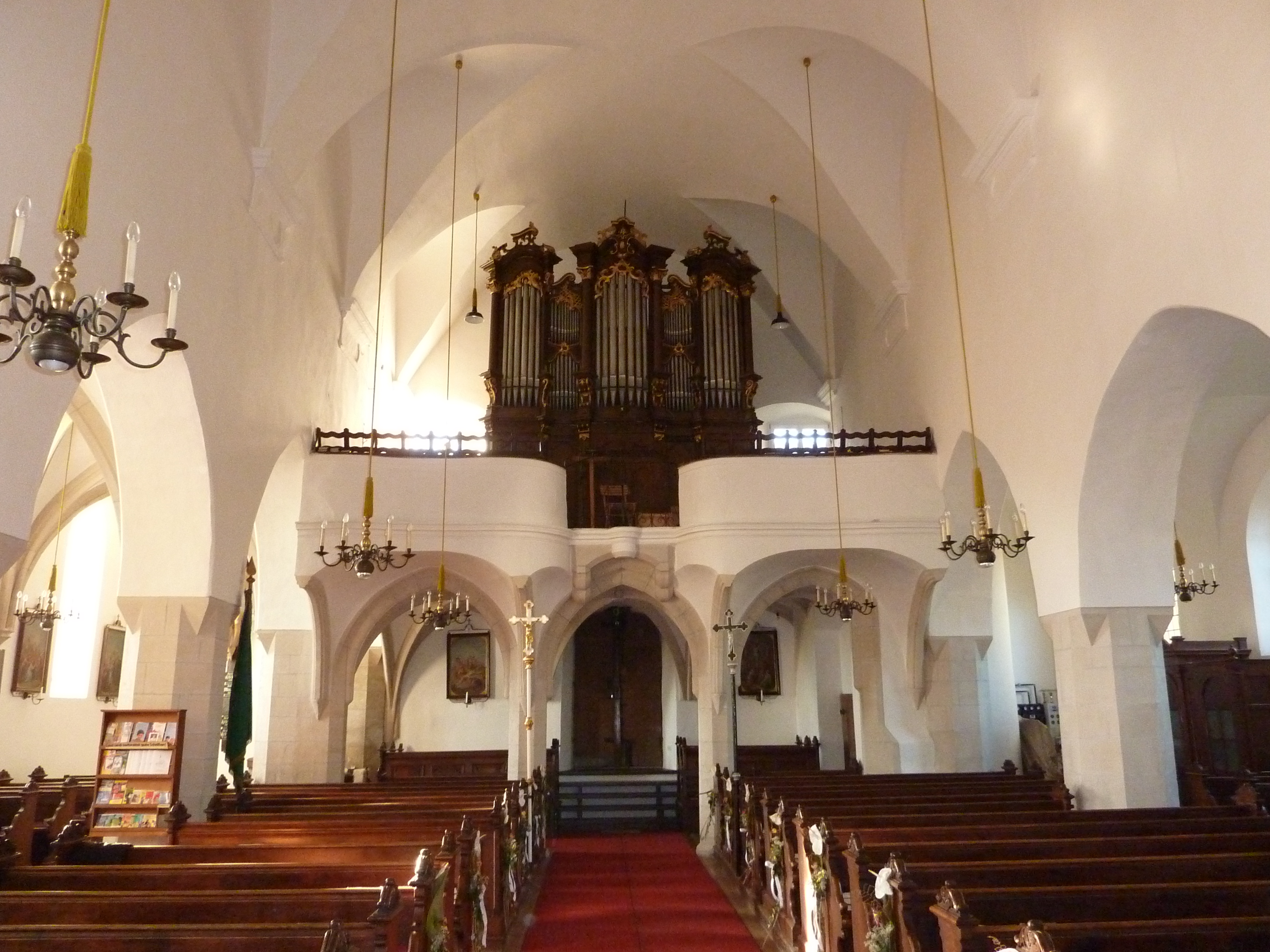
Im Mittelschiff zur Orgelempore

Die Pfarrkirche Gobelsburg steht in dominierender Lage über dem Ort Gobelsburg in der Stadtgemeinde Langenlois im Bezirk Krems-Land in Niederösterreich. Die dem Fest Mariä Geburt geweihte römisch-katholische Pfarrkirche – dem Stift Zwettl inkorporiert – gehört zum Dekanat Krems in der Diözese St. Pölten. Die Kirche und der ehemalige Wehrkirchhof stehen unter Denkmalschutz (Listeneintrag). 

## Geschichte
Urkundlich ging 1219 eine Pfarre aus einem Herrschaftbeneficium hervor. Im 15. Jahrhundert landesfürstlich und zeitgleich ein ehemaliger Wallfahrtsort. Ab 1746/1747 wurde die Pfarrkirche dem Stift Zwettl inkorporiert. Von 1884 bis 1888 war eine Renovierung.

## Architektur
Die barockisierte gotische Basilika mit einem barocken Westturm ist von einer ehemaligen Wehrmauer, welche im Süden durch mächtige Stützpfeiler verstärkt ist, umgeben.
Kirchenäußeres
Das dreischiffige Langhaus mit niedrigeren Seitenschiffen unter einem hohen Satteldach. Die ehemalige Pfeilerbasilika vor der Mitte des 14. Jahrhunderts errichtet mit eigenen Lichtgaden als Rundfenster wurde bei der Barockisierung 1749/1750 zu einer Staffelkirche umgebaut. Das südliche Seitenschiff hat einen Chor mit einem Fünfachtelschluss mit Spitzbogenfenstern und Strebepfeilern. Südlich wurde 1886 mittig eine neugotische Portalvorhalle angebaut. Das nördliche Seitenschiff zeigt barocke Lunettenfenstern. Der einjochige Hauptchor mit einem Fünfachtelschluss und Strebepfeilern hat an der östlichen Polygonseite einen Abgang zu einer Gruft mit einem Schulterbogentor mit reliefierten Wappenschildchen mit der Jahresangabe 1506 als 15VI. An der Chorostseite auf einer Konsole im Norden des Chores steht ein zweigeschoßiger Sakristeianbau aus 1749/1750. Der im Westen vorgestellte dreigeschoßige Turm aus dem 18. Jahrhundert mit Eckpilaster- und Gesimsgliederung und Uhrengiebeln trägt einen Zwiebelhelm mit Laterne. Der dem Turm vorgestellte Wendeltreppenturm diente ehedem den Bewohnern des Schlosses als Emporenzugang.
Außen an der Kirche gibt es Grabsteine: Wappengrabstein Salomon Pfefferkorn im Rollwerkrahmen 1573. Wappengrabstein Eva Leisber von Camern und Sohn Gerhard 1578 und 1571. Figuraler fragmentierter Grabstein mit Relief Gnadenstuhl und hl. Antonius von Padua um die Mitte des 18. Jahrhunderts. Gruftplatten in der Kirchhofmauer Pater Joachim Haggenmüller 1788 und Pater Augustinus Kollmann 1793.
Kircheninneres
In das dreischiffige vierjochige Langhaus mit basilikalem Querschnitt mit Spitzbogenarkaden auf Achtseitpfeilern wurde im 17. Jahrhundert unter die ehemalige Flachdecke eine Stichkappentonne auf Konsolen eingezogen. Die Orgelempore in der Breite des Mittelschiffes kreuzrippenunterwölbt auf Achtseitpfeilern wurde 1841 stark erneuert. Das südliche Seitenschiff hat Kreuzrippengewölbe auf kelchförmigen Anläufen und mit Rosetten reliefierte Schlusssteinen vor der Mitte des 14. Jahrhunderts. Im Polygon des Seitenchores befindet sich eine Sakramentsnische mit Dreipassrahmung vor der Mitte des 14. Jahrhunderts. Das nördliche Seitenschiff hat Kreuzgratgewölbe, das östlichste Joch wurde ausgeschieden und verändert und platzgewölbt.
Der Triumphbogen wurde in der Mitte des 18. Jahrhunderts segmentbogenartig erweitert. Der einschiffige einjochige Hauptchor wurde in der Mitte des 18. Jahrhunderts platzgewölbt, wobei das gotische Polygon innen zur halbkreisförmigen Apsis verändert wurde. Die im Norden angebaute Sakristei hat eine Flachdecke, das Portal und die Nischen zeigen reichen Marmorstuck aus der Mitte des 18. Jahrhunderts. In der südlichen Portalvorhalle ist ein neugotisches Kreuzrippengewölbe mit dem Wappen Stift Zwettl.
Fresken in den Laibungen der beiden mittleren südlichen Arkadenbogen zeigen einen Schmerzensmann aus dem Sarkophag aufragend mit Kuenringer- und Capellwappen um die Mitte des 14. Jahrhunderts, Bartholomäus trägt die ihm abgezogene Haut daneben Stifterfigürchen, im Hintergrund Ädikulanische mit Dreipass- und Zinnenkrönung vom Meister von Thunau um die Mitte des 14. Jahrhunderts.
Fresken über dem Eingang im südlichen Seitenschiff zeigen Kreuzigung um 1420/1430, die rote Vorzeichnung ist fast vollständig erhalten, die linke Gruppe mit Maria und Johannes und den trauernden Frauen, die rechte Gruppe mit bekennenden Centurio und Soldaten und seitlich kniend Stifter.
Das Deckenfresko Erlösungsallegorie im Chor entstand im Anfang des 19. Jahrhunderts.

## Ausstattung
Vier romanische Relieffragmente aus der zweiten Hälfte des 12. Jahrhunderts sind im Triumphbogen eingemauert: Ein personifizierter Paradiesfluss, zwei Figuren in Seitenansicht wohl als Stifterpaar, die linke weibliche Figur hat ein langes Gewand mit einem Überwurf und Kopftuch, die rechte männliche Figur mit einer kurzen Tunika bietet einen rechteckigen Gegenstand wohl als Kapellenmodell dar, weiters Adam und Eva mit erhobenen rechten Händen mit dem Baum der Erkenntnis und verschlungenem Gewächs in allen Stadien des Wachstums mit Knospe, Blüte, verwelkter Blüte und Frucht.
Der Hochaltar aus 1753 ist in die Apsis eingepasst mit einem pilastergegliederten Aufbau aus Marmorstuck mit einem vorgelagerten Baldachinaltar auf ausladenden Volutenanläufen mit Akanthusrankenwerk. Die Altarfiguren sind teils vom Bildhauer Jakob Christoph Schletterer 1753. Die Aufsatzgruppe Dreifaltigkeit mit Engeln und die Statue Maria mit Kind schuf der Bildhauer Hermann Klotz 1888.
Die Orgel mit 16 Registern baute Franz Capek 1895. Eine Glocke nennt Hans 1410. Eine Glocke nennt Ferdinand Vötterlechner 1750.
Es gibt innen Grabsteine: Wappengrabstein Carl Carlshofen 1642, Priestergrabstein Johann Kögel 1708.